# San Francisco (Bobby Hutcherson e Harold Land)
| Recensione | Giudizio |
| ---------- | -------- |
| AllMusic   |          |

San Francisco è un album a nome Bobby Hutcherson Featuring Harold Land, pubblicato dalla Blue Note Records nel maggio 1971.

## Tracce
LP (1971, Blue Note Records, BST 84362)
Lato A
1. Goin' Down South – 7:05 (musica: Joe Sample)
2. Prints Tie – 7:24 (musica: Bobby Hutcherson)
3. Jazz – 5:18 (musica: Joe Sample)

Lato B
1. Ummh – 7:42 (musica: Bobby Hutcherson)
2. Procession – 5:40 (musica: Bobby Hutcherson)
3. A Night in Barcelona – 7:20 (musica: Harold Land)

## Musicisti
- Bobby Hutcherson – vibrafono, marimba, percussioni
- Harold Land – sassofono tenore, flauto, oboe
- Joe Sample – pianoforte, pianoforte elettrico
- John Williams – contrabbasso, basso elettrico fender
- Mickey Roker – batteria

### Produzione
- Duke Pearson – produzione
- Registrazioni effettuate al United Artists Studios di Los Angeles, CA, 15 luglio 1970[3]
- David Brand – ingegnere delle registrazioni
- Nome assistente ingegnere delle registrazioni – assistente ingegnere delle registrazioni
- Ron Wolin – design copertina album originale
- Al Vandenberg – foto copertina album originale
- Ira Gitler – note retrocopertina album originale[4]